# Hendrik van Steenwijck I

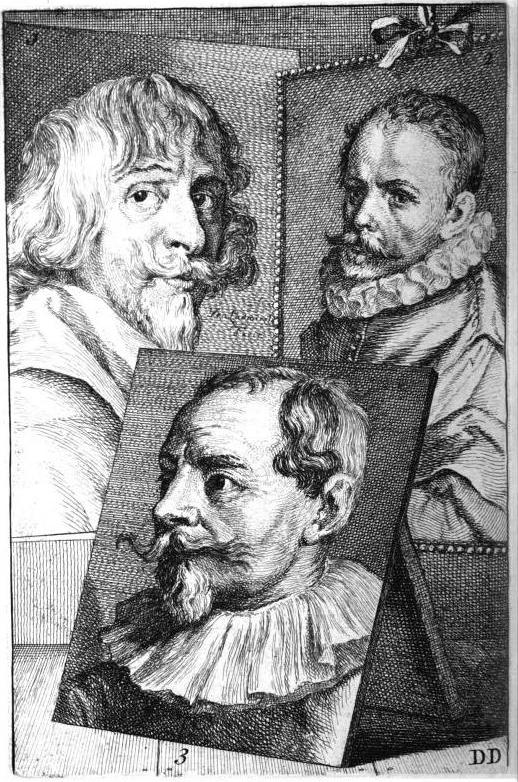
Hendrik van Steewijck, Jacob de Gheyn e Sebastian Vrancx

Hendrik van Steenwijck I, o Steenwyck (Kampen, 1550 circa – Francoforte sul Meno, 1º giugno 1603  (sepolto)), è stato un pittore olandese attivo principalmente nelle Fiandre e in Germania.

## Biografia

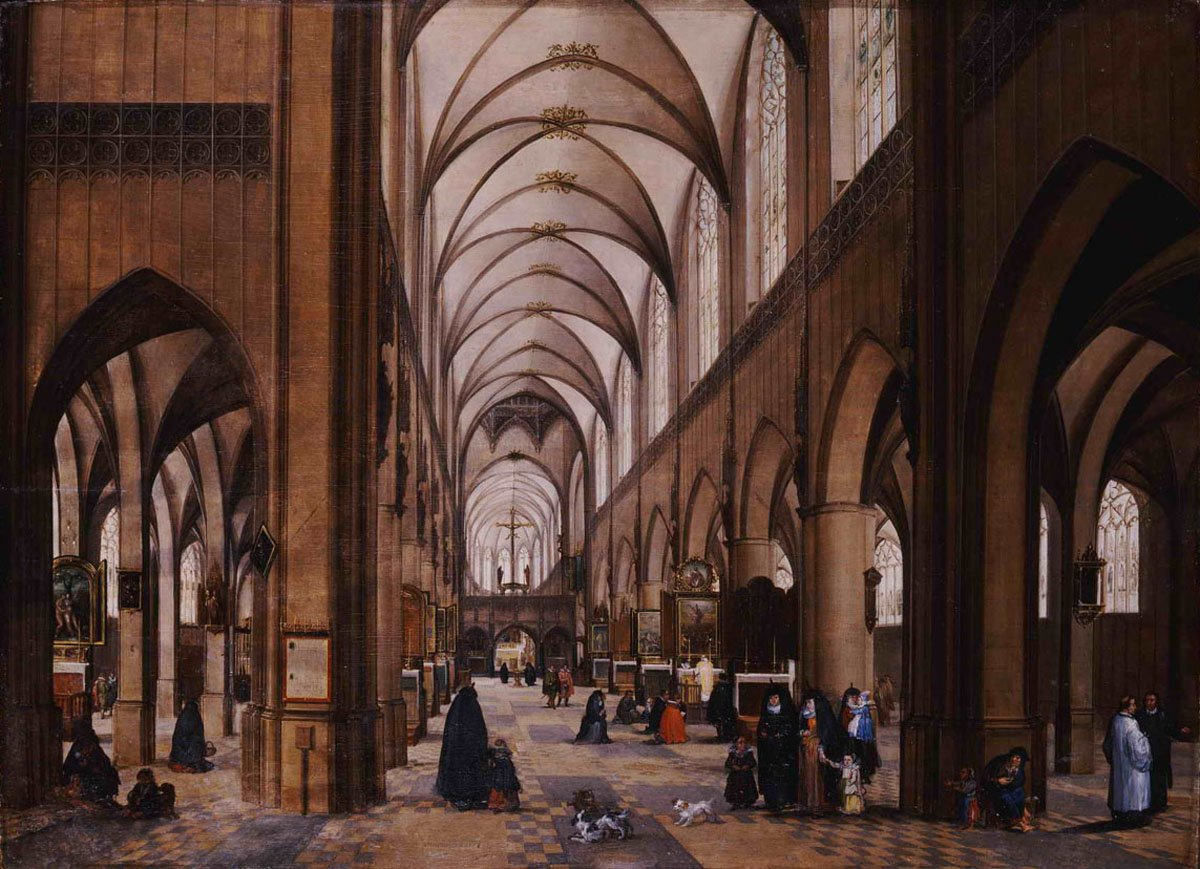
Interno della cattedrale d'Anversa

Padre di Hendrik van Steenwijck II e nipote di Marten van Valckenborgh I, si formò alla scuola di Hans Vredeman de Vries. Operò inizialmente ad Anversa, per poi trasferirsi nel 1573 ad Aquisgrana, dove rimase fino al 1576. Nel 1573 sposò Helena, la figlia di Marten van Valckenborgh I. Nel 1577 ritornò ad Anversa lavorandovi fino al 1585. Nel 1586 partì per Francoforte sul Meno, dove morì nel 1603.
La sua prima opera conosciuta è un interno della cattedrale di Aquisgrana, città di cui dipinse anche una veduta nel 1576.
Seguendo le orme del suo insegnante, sì specializzò nella rappresentazione di architetture, soprattutto interni di chiese, genere del quale può essere considerato l'ideatore. I dipinti di questo tipo erano di piccole dimensioni e rappresentavano chiese gotiche, sia reali che immaginarie, spesso in ambientazione notturna. Le opere di questo pittore esercitarono una grande influenza sugli artisti contemporanei e furono ammirate per la perfetta disposizione delle luci e delle ombre e realizzazione del chiaroscuro, nonché per la fine prospettiva.
Steenwijck collaborò con altri artisti per l'inserimento delle figure di staffage nei suoi dipinti, come ad esempio alcuni pittori appartenenti alla famiglia Francken.
Furono suoi allievi il figlio Hendrik e Pieter Neefs I e suo seguace Wolfgang Avemann.

## Alcune Opere
- Interno della cattedrale d'Anversa, Museo di belle arti, Budapest
- Interno di una cattedrale immaginaria, olio su tavola, 36,6 x 39 cm[8]